# Волошино (Воронежская область)
Волошино — село в Острогожском районе Воронежской области России.
Входит в состав городского поселения Острогожск.

## География
Село расположено в лесу, в 10 километрах к западу от города Острогожска.

### Улицы
- ул. Авангардная
- ул. Красногвардейская
- ул. Новая
- ул. Октябрьской Революции
- ул. Острогожская
- пер. Садовый
- пер. Школьный

## История
Село возникло в XVIII веке, в 1835 году в нем было 17 дворов. Названо по фамилии первопоселенца — Волошенкова.
С лета 1942 г. по январь 1943 г. в районе Волошино действовал против немцев волошинский партизанский отряд.

## Население
| 1859 | 1897 | 2000 | 2005 | 2010 |
| ---- | ---- | ---- | ---- | ---- |
| 464  | ↗824 | ↘694 | ↘600 | ↘582 |

## Известные люди
- Уроженцем села является Герой Советского Союза Яков Тихонович Стаценко.
- В Волошино жил А. М. Крамской — родной дядя русского художника Ивана Николаевича Крамского.